# François Faureau
François Faureau, né le 27 novembre 1902 à Aubusson, où il est mort le 15 mai 1997, est un artiste peintre, cartonnier, lissier et graveur.

## Biographie

### Jeunesse
François, Henri (son second prénom à l’état civil) Faureau est né le 27 novembre 1902 à Aubusson, Place du Général Espagne. Il reçoit le sacrement du baptême le 7 juin 1903.
Enfant unique, il perd sa mère, Marie Eugénie, âgée de 25 ans, en septembre 1908. Son père, Gilbert, menuisier, est mobilisé dans l’infanterie d’août 1914 à décembre 1918. Il est donc pour l’essentiel élevé par ses grands-parents paternels, restaurateurs et débitants à Aubusson, au n°7 route de Clermont.
L’enfant n’est pas livré à lui-même mais il profite d’une grande liberté de mouvement. Il préfère de loin courir les bois et les champs, et se baigner dans la Rozeille, que de rester enfermé à l’école où il ne brille que par son « coup de crayon ».
En effet s’il goutte peu à l’écriture, il se fait remarquer par ses dessins dont certains décorent les murs. Il puise principalement son inspiration dans ce qu’il connaît le mieux, pour l’observer avec gourmandise, la campagne aubussonnaise, de La Seiglière à Forest, de Mont Robert à La Lune...

### Formation
A l’âge de presque 15 ans, le 1er octobre 1917, il entre à l’École nationale d'art décoratif d'Aubusson (ENAD) (dont il sortira officiellement le 25 novembre 1924 !). Pour lui, aucun doute, il a trouvé sa voie.
Cette rentrée 1917 est particulière car Antoine Marius Martin en prend tout juste la direction.
Tout en suivant les cours de l’École, François Faureau est employé dans les manufactures de tapis et tapisserie Brunschwig (mars 1918 – juillet 1920), Tabard (août 1920 – avril 1923), Blanchet (septembre 1923 – mars 1924), Fougerol (avril 1924 – décembre 1925).
Au printemps 1923 le directeur de l’ENAD inscrit les réalisations de cinq élèves au catalogue de l’exposition de Cartons modernes pour la Tapisserie de basse lisse du Musée Galliera à Paris. C’est une première pour François FAUREAU avec Solitude et Le Renard (répertoriées n°53 et 54 au catalogue). Le premier de ces deux cartons sera tissé par R. Martinot, élève lissier de l’ENAD. La tapisserie est en dépôt auprès de la Cité Internationale de la Tapisserie.
À 22 ans, il expose ses premières tapisseries au musée Galliéra.
Il décroche une médaille d'argent lors de l'Exposition Internationale des Arts Décoratifs de 1925 grâce à plusieurs travaux :
- deux compositions décoratives sous forme de cartons de tapisseries, dont un remarquable paravent à trois feuilles
- deux œuvres tissées : un panneau "Solitude verdure" tissé en 1923, un écran de cheminée "canards" tissé en 1925 présenté dans une étonnante et imposante monture en métal de Pierre Chareau[2].

### Les années 20 et 30
Employé à la manufacture Tabard de janvier à novembre 1925, il épouse au printemps Marie-Gabrielle Dennaud, lissière, (1905 – 1981), fille de Jacques Dennaud et de Jeanne Marie Pelletier, tous deux lissiers, demeurant Aubusson. Leur fille unique voit le jour en mars 1926.
En août 1927 François Faureau s’embarque seul pour les États-Unis, et travaille à New-York en qualité de peintre cartonnier chez Edgewater Tapestry Looms, (15 East 40Th Street New-York / maison fondée en 1909) sous la direction artistique de Lorentz Kleiser).
L’engouement manifeste de la bourgeoisie américaine de la Côte Est pour les arts décoratifs, et pour la tapisserie en particulier, est réjouissante et motivante mais l’expérience ne dure que quelques mois (et non trois ans comme déclaré pour une interview accordée à Marc Prival).
L’apprentissage de la langue anglaise constitue un obstacle insurmontable, ce qui ne permet pas d’envisager une installation de la famille outre atlantique. Par ailleurs la crise économique et financière de 1929, puis son extension en Europe, mettent à mal le projet de nomination à la direction de l’atelier de la Manufacture Brunschwig, également implantée aux États-Unis.
La décennie qui suit sera donc pour l’essentiel consacrée à l’activité de peintre cartonnier pour la Manufacture de Tapisseries d’art Marcel et Gilbert PETIT (37 Rue de la République Puteaux et 22 Rue Jean Jaurès Aubusson). La famille Faureau s’installe au Chapitre à Aubusson en 1930, au pied de la colline du Marchedieu. C’est le point de départ idéal pour les escapades dans la campagne environnante, avec du papier, des crayons, des fusains, et un casse croûte dans la musette !  

### Les années sombres
Quelques mois dessinateur aux Cartoucheries de la Creuse en 1940, il se lance dans ses premiers essais de tissage, en autodidacte, sans jamais cesser de dessiner sur le motif des paysages d’Aubusson et de sa région.
Les années de guerre et d’occupation, comme lors du premier conflit mondial, mettent un coup d’arrêt à la production des ateliers aubussonnais. C’est donc un départ pour la région parisienne fin 1945 qui s’impose, et un emploi de contremaître aux usines Citroën jusqu’en octobre 1961.
Si durant ces quinze années son activité de cartonnier et lissier reste en sommeil, il s’échappe dès qu’il le peut d’un quotidien professionnel subi pour dessiner et peindre, à Paris (au Muséum d’Histoire Naturelle, Rue Galande, dans le quartier de Notre-Dame,...), mais aussi sur les bords de la Seine en amont de la capitale et en Normandie (Dieppe, Honfleur).

### La renaissance
Avec le retour définitif à Aubusson s’ouvre la période la plus prolifique de la carrière de François Faureau. Il redevient pleinement, tout à la fois lissier, cartonnier et peintre.
De janvier 1962 à mars 1970  il tisse, avec son épouse, une trentaine de tapisseries pour la Manufacture Tabard frères et sœurs, d’après des cartons signés, Kandinsky, Lurçat, Mategot, Mortensen, Wogensky.
Dans le même temps, puis exclusivement durant toute la décennie 70, il tisse (ou, à son tour, fait tisser, par les ateliers Tabard, Perathon, Picaud) ses propres créations. Les styles sont variés de la verdure classique à l’abstrait, ainsi que les formats, de 1 à 8 m².
Très indépendant, il cultive fièrement sa singularité, à savoir celle d’être le seul artiste 100 % aubussonnais à la fois peintre, cartonnier et lissier. De surcroît il réalise lui-même la teinture des laines. Il tisse en suivant sous la chaîne un calque de son carton, et non le carton lui-même retranscrit sur l’envers.
De 1971 à 1984 il est inscrit au catalogue de l’exposition officielle de tapis et tapisseries organisée chaque été par la ville d’Aubusson, et à laquelle sont représentés tous les ateliers et manufactures d’Aubusson et de Felletin.
Mais le décès brutal de son épouse en octobre 1981 - celle qui était depuis 20 ans sa partenaire de tissage -  entame l’énergie de l’atelier. François Faureau met un terme à ses activités de peintre cartonnier et de lissier en 1985.
Il se consacrera ensuite exclusivement à la peinture de quelque 120 toiles, pour l’essentiel des paysages d’après croquis et photographies rapportés de séjours dans le Finistère et le Morbihan, et de voyages à Florence, Venise, Annecy, Saint-Tropez, Collioure.
François Faureau meurt le 15 mai 1997 à Aubusson, à l’âge de 94 ans.
Il laisse une œuvre foisonnante. Fidèle à ses années de formation auprès de son maître Antoine Marius MARTIN, grand connaisseur de l’histoire des arts décoratifs et de la tapisserie, ô combien attaché au savoir-faire d’Aubusson, il fut un artiste et créateur d’escapades. Escapade à New-York, dans les rues de Paris. Escapades dans le passé au travers des verdures à mille fleurs et des scènes de vénerie, escapades dans le cubisme, dans l’abstrait. Escapades dans les scènes gravées sur bois de la vie quotidienne, et surtout escapades dans les campagnes creusoises, l’œil aux aguets des formes, des couleurs et des jeux de lumière.

## Expositions
- Avril – mai 1923: exposition de Cartons modernes pour la Tapisserie de basse lisse du Musée Galliera à Paris (œuvres répertoriées n°53 Solitude et n°54 Le Renard).
- 1923: exposition Galerie Barbazange
- 1925: exposition internationale des arts décoratifs et industriels modernes à Paris
- 1931: Salon d’automne, Paris
- 1935: exposition Cinq siècles de Tapisserie d'Aubusson au Musée des Arts Décoratifs, Paris
- 1935: exposition Internationale de Bruxelles
- 1937: exposition internationale de Paris : responsable de la décoration du pavillon régional Marche-Limousin-Quercy et Périgord
- Décembre 1942 – janvier 1943: inscrit au catalogue de l’Exposition de peintures et dessins de Corot à Guillaumin 1840 -1940, Musée de Guéret
- 1946 et 1947: Musée des Beaux-Arts de la Ville de Paris
- Mai 1947: Foire de Paris
- Exposition sur invitation dans les galeries: Jamica (1953), Saint-Placide (1954), Grande Galerie (1956), Génégaude (1957)
- Janvier 1955: XIIe Salon des artistes Citroën (Paris, galerie Saint-Placide)
- Avril 1956: IIe Salon des artistes d'Ivry-sur-Seine
- 1960: 71ème exposition de la Société des artistes indépendants : tapisserie de basses lisses « La Beauce », tissée par MG DENNAUD (n°1143 au catalogue p 75)
- 1961: 72ème exposition de la Société des artistes indépendants : tapisseries de basses lisses «Coqs affrontés », « Sangliers en alerte » tissées par MG DENNAUD (n°1331 et 1332 au catalogue p 85)
- 1964: 75ème exposition de la Société des artistes indépendants : tapisseries de basses lisses «Le doyen », tissée par MG Dennaud et « La pavane », tissée par l’atelier Tabard (n°1449 et 1450 au catalogue p 40)
- Février 1973: exposition de 14 peintures à New-York
- Du 20 décembre 1991 au 18 janvier 1992: exposition monographique « Paysages » à la Mairie d’Aubusson

## Œuvres dans les collections publiques

### Œuvres inscrites à l'inventaire du Mobilier National
- Peintures sur toile  (GMTC - 529 000 et GMTC - 535 000) acquises en 1936
- Ensemble canapé, fauteuils et chaises à décor floral sur monture signée Rollin (GMTC - 12678-000 à GMTC – 12678-006), salon acqui le 26 mai 1937
- Verdure au cerf  Peinture sur papier collé sur toile de 4m x 3m – 1942 (GMTC - 742 000)
- Carton Cour de ferme N1 Peinture sur toile de 2,3 x 2,9 m (GMTC - 729 000) acquisition septembre 1943
- Carton Cour de ferme N2 Peinture sur toile de 2,3 x 2,9 m (GMTC - 747 000) acquisition septembre 1943

## Titres et distinctions
- 1965: Meilleur ouvrier de France, remise du diplôme à la Sorbonne par Charles de Gaulle
- 1967: Médaille de vermeil de la Société Arts sciences et lettres
- 1973: Grand officier des Arts sciences et lettres